# Kevin Jonas
Paul Kevin Jonas II (sinh ngày 5 tháng 11 năm 1987), thường được gọi là Kevin, là ca sĩ, nhạc sĩ và diễn viên người Mỹ. Anh là thành viên ban nhạc Jonas Brothers, 1 ban pop-rock anh thành lập cùng với 2 em trai Joe và Nick. Nhóm Jonas Brothers trước là sự nghiệp solo của Nick, nhưng khi Kevin và Joe hát nền cho anh, nhà sản xuất thích giọng của họ và ký hợp đồng với cả 3. Anh hiện đóng vai chính Kevin Lucas trong series truyền hình của Disney Channel JONAS cùng với các anh em của mình.

## Đời sống riêng
Kevin sinh ra tại Teaneck, New Jersey, con trai của Denise, một cựu giáo viên ngôn ngữ ước hiệu và ca sĩ, và Paul Kevin Jonas Sr., một nhà soạn nhạc, nhạc sĩ và cựu mục sư ở nhà thờ. Anh lớn lên ở Wyckoff, New Jersey và học tại nhà cùng mẹ từ năm 17 tuổi.
Kevin được tạp chí People bầu chọn là một trong những người đàn ông quyến rũ nhất của năm 2008.
Ngày 1 tháng 7 năm 2009, Kevin đính hôn với Danielle Deleasa. Bố mẹ của Kevin, Paul và Denise Jonas đã gửi email tới fan đồng thời đăng tải trên trang web của band và fansite. Ngày 18 tháng 12 năm 2009 Kevin chính thức nói lời tạm biệt đến chiếc nhẫn "trong trắng" và bắt đầu cuộc sống hôn nhân.

## Sự nghiệp âm nhạc
Xem thêm: Jonas Brothers
Kevin là tay guitar chính và ca sĩ hát nền của nhóm Jonas Brothers.

## Sự nghiệp diễn xuất
Kevin và anh trai, Joe Jonas, em, Nick Jonas đóng trong phim của Disney Channel, Camp Rock. Họ đóng 1 ban nhạc tên "Connect Three." Kevin đóng "Jason," tay guitar của nhóm (Joe đóng vai "Shane Gray", hát chính và nhân vật chính của phim, còn Nick đóng vai "Nate", cũng là 1 tay guitar của nhóm).
Series thực tế Jonas Brothers: Living the dream được phát sóng trên Disney Channel, nói về tour diễn Burnin'Up của ban nhạc.
Kevin đóng vai chính Kevin Lucas, 1 ca sĩ trong ban nhạc nổi tiếng JONAS trong series truyền hình JONAS. Họ phải cố gắng sống cuộc sống bình thường, đi học và làm việc nhà trong khi là 1 ban nhạc nổi tiếng. Phim hiện chiếu trên Disney Channel Asia, đã khởi chiếu từ ngày 9 tháng 8 năm 2009.